# Bulgarischer Fußballpokal 2010/11
Der Bulgarischer Fußballpokal 2010/11 war die 71. Austragung des Pokalwettbewerbs im Fußball in Bulgarien. Pokalsieger wurde ZSKA Sofia. Das Team setzte sich im Finale gegen Slawia Sofia durch. Durch den Sieg qualifizierte sich ZSKA für die Play-offs der UEFA Europa League 2011/12.

## Modus
In allen Runden wurden die Begegnungen in einem Spiel entschieden. Bei unentschiedenem Ausgang gab es eine Verlängerung von zweimal 15 Minuten und gegebenenfalls ein Elfmeterschießen.

## Teilnehmer
| A Grupa (16) | B Grupa (24) | B Grupa (24) | Regionalcup (8) |
| --- | --- | --- | --- |
| - Akademik Sofia - Beroe Stara Sagora - Kaliakra Kawarna - Lewski Sofia - Litex Lowetsch - Lokomotive Plowdiw - Lokomotive Sofia - Minjor Pernik - PFK Montana - Pirin Blagoewgrad - Slawia Sofia - OFK Sliwen 2000 - Tscherno More Warna - FC Tschernomorez Burgas - Widima-Rakowski Sewliewo - ZSKA Sofia | 000Gruppe West - FC Bansko - Botew Kriwodol - FC Botew Wraza - Etar Weliko Tarnowo - Kom-Minyor Berkowiza - FC Malesch Mikrewo - FC Pirin Goze Deltschew - Septemwri Simitli - FK Sportist Swoge - Tschawdar Bjala Slatina - FC Tschawdar Etropole - Wichren Sandanski | 000Gruppe Ost - PFC Brestnik 1948 Plowdiw - PFC Dobrudscha Dobritsch - Dorostol Silistra - FC Dunaw Russe - FK Ljubimez 2007 - Ludogorez Rasgrad - PFK Nessebar - FC Rawda 1954 - Spartak Plowdiw - Swetkawiza Targowischte - Tschernomorez Baltschik - PFK Tschernomorez Pomorie | - FK Beliza (III) - FC Dimitrowgrad (III) - Jantra Gabrowo (III) - FC Pirin Raslog (III) - FK Samowodene (III) - FC Sosopol (III) - FK Topolite (III) - Strela Dobroslawzi (IV) |

## 1. Runde
Teilnehmer: Die 8 Sieger des regionalen Pokals und die 24 Zweitligisten. Unterklassige Teams hatten Heimrecht.
| Datum      |                                | Ergebnis              |                               |
| ---------- | ------------------------------ | --------------------- | ----------------------------- |
| 26.10.2010 | Botew Kriwodol (II)            | 3:1                   | FK Ljubimez 2007 (II)         |
| 26.10.2010 | FC Malesch Mikrewo (II)        | 1 3:0 1               | FC Rawda 1954 (II)            |
| 27.10.2010 | PFK Tschernomorez Pomorie (II) | 0:0 n. V. (3:2 i. E.) | PFK Nessebar (II)             |
| 27.10.2010 | FC Sosopol (III)               | 2:1                   | Spartak Plowdiw (II)          |
| 27.10.2010 | Wichren Sandanski (II)         | 5:0                   | FK Sportist Swoge (II)        |
| 27.10.2010 | FC Pirin Goze Deltschew (II)   | 1:3                   | PFC Dobrudscha Dobritsch (II) |
| 27.10.2010 | Tschernomorez Baltschik (II)   | 1:0                   | Septemwri Simitli (II)        |
| 27.10.2010 | FC Bansko (II)                 | 3:1                   | Swetkawiza Targowischte (II)  |
| 27.10.2010 | PFC Brestnik 1948 Plowdiw (II) | 1:3                   | Dorostol Silistra (II)        |
| 27.10.2010 | FC Dimitrowgrad (III)          | 0:2                   | Ludogorez Rasgrad (II)        |
| 27.10.2010 | FK Beliza (III)                | 0:6                   | FC Botew Wraza (II)           |
| 27.10.2010 | Jantra Gabrowo (III)           | 1:2                   | Etar Weliko Tarnowo (II)      |
| 27.10.2010 | FC Pirin Raslog (III)          | 1:2                   | Kom-Minyor Berkowiza (II)     |
| 27.10.2010 | Strela Dobroslawzi (IV)        | 0:2                   | Tschawdar Bjala Slatina (II)  |
| 27.10.2010 | FC Tschawdar Etropole (II)     | 4:0                   | FC Dunaw Russe (II)           |
| 28.10.2010 | FK Samowodene (III)            | 2:3                   | FK Topolite (III)             |

## 2. Runde
Teilnehmer: Die 16 Sieger der 1. Runde und die 16 Erstligisten. Unterklassige Teams hatten Heimrecht.
| Datum      |                               | Ergebnis              |                                |
| ---------- | ----------------------------- | --------------------- | ------------------------------ |
| 20.11.2010 | FC Tschawdar Etropole (II)    | 0:1                   | Beroe Stara Sagora (I)         |
| 20.11.2010 | PFC Dobrudscha Dobritsch (II) | 1:0                   | FC Botew Wraza (II)            |
| 20.11.2010 | Tschernomorez Baltschik (II)  | 1:2                   | Litex Lowetsch (I)             |
| 20.11.2010 | PFK Montana (I)               | 0:1                   | Tscherno More Warna (I)        |
| 20.11.2010 | FC Bansko (II)                | 1:3                   | Lewski Sofia (I)               |
| 20.11.2010 | Botew Kriwodol (II)           | 0:2 n. V.             | Kom-Minyor Berkowiza (II)      |
| 20.11.2010 | Minjor Pernik (I)             | 1:1 n. V. (4:3 i. E.) | Akademik Sofia (I)             |
| 20.11.2010 | FC Malesch Mikrewo (II)       | 0:0 n. V. (5:4 i. E.) | Widima-Rakowski Sewliewo (I)   |
| 20.11.2010 | FC Sosopol (III)              | 0:1                   | Kaliakra Kawarna (I)           |
| 20.11.2010 | Wichren Sandanski (II)        | 0:5                   | FC Tschernomorez Burgas (I)    |
| 20.11.2010 | Dorostol Silistra (II)        | 0:0 n. V. (3:5 i. E.) | Pirin Blagoewgrad (I)          |
| 20.11.2010 | Tschawdar Bjala Slatina (II)  | 0:0 n. V. (2:4 i. E.) | Etar Weliko Tarnowo (II)       |
| 20.11.2010 | Ludogorez Rasgrad (II)        | 0:2                   | Slawia Sofia (I)               |
| 20.11.2010 | FK Topolite (III)             | 0:1                   | PFK Tschernomorez Pomorie (II) |
| 20.11.2010 | OFK Sliwen 2000 (I)           | 1:3                   | ZSKA Sofia (I)                 |
| 21.11.2010 | Lokomotive Sofia (I)          | 0:0 n. V. (3:4 i. E.) | Lokomotive Plowdiw (I)         |

## Achtelfinale
| Datum      |                                | Ergebnis  |                             |
| ---------- | ------------------------------ | --------- | --------------------------- |
| 04.12.2010 | Etar Weliko Tarnowo (II)       | 0:1       | Slawia Sofia (I)            |
| 04.12.2010 | Pirin Blagoewgrad (I)          | 3:1 n. V. | Kaliakra Kawarna (I)        |
| 04.12.2010 | Lokomotive Plowdiw (I)         | 2:1       | Minjor Pernik (I)           |
| 04.12.2010 | PFC Dobrudscha Dobritsch (II)  | 0:3       | FC Tschernomorez Burgas (I) |
| 04.12.2010 | PFK Tschernomorez Pomorie (II) | 0:2       | Litex Lowetsch (I)          |
| 04.12.2010 | Kom-Minyor Berkowiza (II)      | 0:1       | Tscherno More Warna (I)     |
| 08.12.2010 | Lewski Sofia (I)               | 1:0       | Beroe Stara Sagora (I)      |
| 11.12.2010 | FC Malesch Mikrewo (III)       | 0:3       | ZSKA Sofia (I)              |

## Viertelfinale
| Datum      |                             | Ergebnis              |                         |
| ---------- | --------------------------- | --------------------- | ----------------------- |
| 05.04.2011 | ZSKA Sofia (I)              | 2:0                   | Tscherno More Warna (I) |
| 06.04.2011 | Lokomotive Plowdiw (I)      | 1:2                   | Pirin Blagoewgrad (I)   |
| 06.04.2011 | Litex Lowetsch (I)          | 1:1 n. V. (4:2 i. E.) | Lewski Sofia (I)        |
| 07.04.2011 | FC Tschernomorez Burgas (I) | 4:4 n. V. (3:5 i. E.) | Slawia Sofia (I)        |

## Halbfinale
| Datum      |                  | Ergebnis              |                       |
| ---------- | ---------------- | --------------------- | --------------------- |
| 20.04.2011 | ZSKA Sofia (I)   | 2:1                   | Litex Lowetsch (I)    |
| 21.04.2011 | Slawia Sofia (I) | 1:1 n. V. (7:6 i. E.) | Pirin Blagoewgrad (I) |

## Finale
| Paarung        | ZSKA Sofia – Slawia Sofia |
| Ergebnis       | 1:0 (1:0) |
| Datum          | 25. Mai 2011 |
| Stadion        | Wassil-Lewski-Stadion, Sofia |
| Zuschauer      | 17.500 |
| Schiedsrichter | Iwajlo Stojanow |
| Tore           | 1:0 Spas Delew (39.) |
| ZSKA Sofia     | Iwan Karadschow – Iwan Bandalowski, Apostol Popow, Giuseppe Aquaro, Rumen Trifonow – Todor Jantschew , Marquinhos (82. Petar Stojanow), Boris Galtschew – Spas Delew, Michel Mesquita (76. Aleksandar Tonew), Gregory Nelson (90. Cillian Sheridan) Cheftrainer: Milen Radukanow |
| Slawia Sofia   | Emil Petrow – Filip Filipow, Dijan Moldowanow, Josias Basso, Wiktor Genew – Tom Manšarov, Ilia Iliew (53. Spas Georgiew), Pavle Popara (58. Georgi Christow) – Juninho (78. Martin Kuschew), Nikolaj Boschow, Radoslaw Dimitrow Cheftrainer: Emil Welew                          |
| Gelbe Karten   | Marquinhos, Gregory Nelson, Spas Delew – Radoslaw Dimitrow, Martin Kuschew |
| Platzverweise  | keine – Josias Basso (89.) |